# HMS Chatham (1911)
«Чатем» (англ. HMS Chatham (1911) — військовий корабель, легкий крейсер типу «Таун» (1910), головний у своєму підкласі «Чатем», Королівського військово-морського флоту Великої Британії за часів Першої світової війни.
Брав участь у бойових діях на морі в Першій світовій війні, бився біля берегів Східної Африки та на Середземному морі.

## Історія створення
«Чатем» був закладений 3 січня 1911 року на верфі компанії Chatham Dockyard у Чатемі. 9 листопада 1911 року спущений на воду, а в грудні 1912 року увійшов до складу Королівських ВМС Великої Британії.

## Історія служби
Після введення до строю крейсер увійшов до 2-ї бойової ескадри, а в липні 1913 року перейшов до 2-ї легкої крейсерської ескадри, що діяла на Середземному морі.
Корабель перебував у складі Середземноморського флоту, коли в Європі спалахнула Перша світова війна. Буквально в перші дні війни, «Чатем» залучався до пошуку німецьких крейсерів «Гебен» та «Бреслау», що проривалися до Чорного моря. Попри переслідуванню ескадри британського флоту під командуванням адмірала А. Мілна, німецьким лінійному «Гебен» та легкому «Бреслау» крейсерам вдалося пройти крізь Дарданелли та дістатися Стамбула. Безкровна «битва» британських та німецьких кораблів мала далекосяжні політичні та військові наслідки для усього Середземноморського та Чорноморського регіонів та ходу війни в цілому.
13 серпня 1914 року «Чатем» перевели до Червоного моря. 20 вересня того ж року німецький легкий крейсер «Кенігсберг» потопив у бою в бухті Занзібару британський бронепалубний крейсер «Пегасус» і влаштував рейдові атаки на ворожі кораблі та судна, періодично переховуючись у дельті річки Руфіджі на сході Танганьїки. У відповідь «Чатему» було наказано вирушити до Східної Африки, де приєднатися до однотипних крейсерів «Веймут» і «Дартмут», та взяти участь у полюванні на «Кенігсберг». Втім, крейсер не зміг взяти участь у переслідуванні німецького крейсера через те, що 1 жовтня сів на мілину в порту Занзібара.
30 жовтня «Чатем» знайшов «Кенігсберг» та його корабель постачання «Сомалі» у верхів'ях річки Руфіджі, але через мілководність дельти річки не зміг близько наблизитися до двох німецьких кораблів. 7 листопада «Чатем» уразив «Сомалі» снарядом, спричинивши пожежу, яка знищила судно постачання. 10 листопада британці затопили вугляр «Ньюбридж» у головному фарватері річки, заблокувавши «Кенігсбергу» вихід до моря.
2 січня 1915 року «Чатем» залишив східноафриканські води й вирушив до Середземномор'я.
З травня 1915 року «Чатем» підтримував висадку союзників у Галліполі. 12–13 липня 1915 року він здійснював вогневу підтримку наземних сил союзників, що билися при Гуллі-Равін. 6–7 серпня крейсер, будучи флагманським кораблем контрадмірала Джона де Робека, забезпечував висадку морського десанту в затоці Сувла. 20 грудня «Чатем» виступив флагманом для адмірала Вемисса під час евакуації союзних сил із затоки Сульва та бухти Анзак.
У 1916 році крейсер повернувся до берегів Англії та увійшов до 3-ї легкої крейсерської ескадри Великого флоту. 26 травня 1916 року «Чатем» наразився на міну біля узбережжя Норфолка і його довелося буксирувати в Чатем для ремонту. 1918 році корабель був переведений до резерву. Після війни «Чатем» був позичений Королівському військово-морському флоту Нової Зеландії з 1920 по 1924 роки. 13 липня 1926 року був проданий на брухт у Пембрук-Док.